# Slag bij Kitombo
De Slag bij Kitombo was een militaire confrontatie tussen de troepen van het Kongolese koninkrijk Soyo, voorheen een provincie van het koninkrijk Kongo, en Portugees Angola op 18 oktober 1670. Eerder dat jaar viel een Portugees expeditieleger Soyo binnen met als doel een einde te maken aan haar onafhankelijke status. Soyo kreeg steun van het koninkrijk Ngoyo, dat troepen en uitrusting leverde. De Nederlanders voorzagen hen van vuurwapens, lichte kanonnen en munitie. Het gecombineerde leger van Soyo en Ngoyo stond onder bevel van Estêvão Da Silva. João Soares de Almeida leidde de Portugese troepen. Beide bevelhebbers kwamen om tijdens de slag. De strijd eindigde in een beslissende overwinning voor Soyo. Slechts weinigen van de indringers ontsnapten aan de dood of gevangenschap.

## Achtergrond

De belangrijkste facties tijdens de Kongolese Burgeroorlog

In 1665 kwam het Koninkrijk Kongo in botsing met hun voormalige bondgenoten, de Portugezen, tijdens de Slag bij Mbwila. Het gevecht resulteerde in een verpletterende Portugese overwinning, waarbij de Mwene Kongo António I en het grootste deel van de adel van het koninkrijk omkwamen. Daarna brak er een brute burgeroorlog uit in Kongo tussen het huis Kinlaza, dat had geregeerd onder de overleden koning, en het huis Kimpanzu.
Soyo, de thuisbasis van veel Kimpanzu-aanhangers, was gretig om te profiteren van de chaos. Binnen enkele maanden na de nationale tragedie bij Mbwila viel de prins van Soyo de hoofdstad São Salvador binnen en zette zijn protegé, Afonso II, op de troon. Dit gebeurde opnieuw in 1669, toen Álvaro IX op de troon werd geplaatst.
In deze periode groeide zowel bij de Portugese autoriteiten als bij het centrale gezag in Kongo de ergernis over de aanhoudende inmenging van Soyo in de binnenlandse aangelegenheden van het koninkrijk. Terwijl leden van de Kinlaza-factie en andere groeperingen binnen Kongo vreesden voor een mogelijke militaire interventie vanuit Soyo, beschouwde de gouverneur van Luanda de gestage uitbreiding van Soyo’s macht als een directe bedreiging voor de regionale machtsbalans.
Door haar toegang tot Nederlandse handelaren, die bereid waren vuurwapens en artillerie te leveren, en haar diplomatieke betrekkingen met het pauselijk hof, ontwikkelde Soyo zich tot een regionale grootmacht, vergelijkbaar met het koninkrijk Kongo vóór de nederlaag bij Mbwila.
In een wanhopige poging om het machtsevenwicht te herstellen, richtte de verzwakte centrale overheid van Kongo zich tot de Portugese gouverneur in Luanda met het verzoek tot een militaire interventie in Soyo. Als tegenprestatie beloofde Kongo financiële compensatie, concessies in de mijnbouw en het recht voor Portugal om een fort te bouwen in Soyo, met als doel de Nederlandse invloed in het gebied terug te dringen.

## Voorbereidingen
De gouverneur van Luanda, Francisco de Távora, beval een kracht van Portugese troepen, aangevuld met inheemse bondgenoten zoals de gevreesde Imbangala, Soyo binnen te vallen om het koninkrijk eindelijk te verpletteren. Het leger stond onder leiding van João Soares de Almeida en was de machtigste koloniale strijdmacht die tot dan toe in Centraal-Afrika was georganiseerd. Het leger bestond uit 400 musketiers, een zeldzaam detachement cavaleriërs, 4 lichte kanonnen, een onbekend aantal boogschutters gerekruteerd via dienstplicht, Imbangala-hulpsoldaten en zelfs enkele zeevaartuigen.
De toenmalige prins van Soyo, Paulo da Silva, kreeg bericht van de dreigende invasie en bereidde zijn leger voor om het te ontmoeten. In een verrassende vertoning van eenheid na de Slag bij Mbwila, riep Soyo het koninkrijk Ngoyo om hulp. Ngoyo was ooit, althans nominaal, ondergeschikt aan de koning van Kongo, maar was in de 17e eeuw van de staat vervreemd. Ngoyo, dat beschikte over een grote vloot van ondiep varende schepen, stuurde veel soldaten naar zijn zuidelijke buur in afwachting van de aanval.
Er bestaan weinig details over hoe de campagne precies werd gevoerd. De strijd was verdeeld in twee fasen, waarvan de eerste de Slag om de Mbidizirivier was, een korte maar bloedige confrontatie ten noorden van de Mbidizirivier in juni. Daarna trokken de Portugezen verder het koninkrijk Kongo binnen.

## Strijd
De beslissende slag vond in oktober plaats, nabij of in het bosrijke Nfinda Ngula, dicht bij het dorp Kitombo. Beide legers gebruikten de tussenperiode om zich te hergroeperen en voorraden aan te vullen. Soyo bewapende zich opnieuw met wapens van Nederlandse bondgenoten. De Kongolese troepen verzamelden zich in het vertrouwde terrein van Nfinda Ngula, waar Soyo eerder succes had geboekt tegen Kongo tijdens de invallen van Garcia II.
Het gecombineerde leger van Soyo en Ngoyo schaarde zich rond Estêvão Da Silva en zijn lichte artillerie. Het terrein was slecht toegankelijk voor de Portugese artillerie. Daardoor konden de geallieerden hun Nederlandse veldstukken goed inzetten. De aanval volgde snel en de Portugezen werden verslagen. Het koloniale leger werd vernietigd. Degenen die de strijd overleefden, verdronken bij de vlucht over de rivier of werden gevangengenomen.
Volgens de overlevering werden de gevangenen als blanke slaven aan de Nederlanders aangeboden. De Portugese bevelhebber, De Almeida, sneuvelde in de slag. Het aantal doden aan Soyo-zijde is onbekend.

## Nasleep en vrede
De Slag bij Kitombo was een zware nederlaag voor de Portugezen en een overwinning van groot belang voor de staat Soyo. Portugees Angola bleef vijandig tegenover Soyo en Kongo, maar durfde geen nieuwe invasie te wagen. Soyo en het Huis Kimpanzu kregen meer politieke invloed in de regio, al bereikten ze nooit de rijkdom van het koninkrijk Kongo vóór de Slag bij Mbwila, zoals de Portugezen hadden gevreesd.
De nieuwe prins van Soyo zette de banden met de Nederlanders strategisch in. Via kapucijner missionarissen wist hij de paus te bewegen om in te grijpen. Op verzoek van Soyo stuurde de paus een nuntius naar de koning van Portugal. Deze diplomatieke missie leidde tot een overeenkomst waarin de onafhankelijkheid van Soyo werd erkend en verdere Portugese inmenging werd beëindigd.